# Franz Josef Holzinger

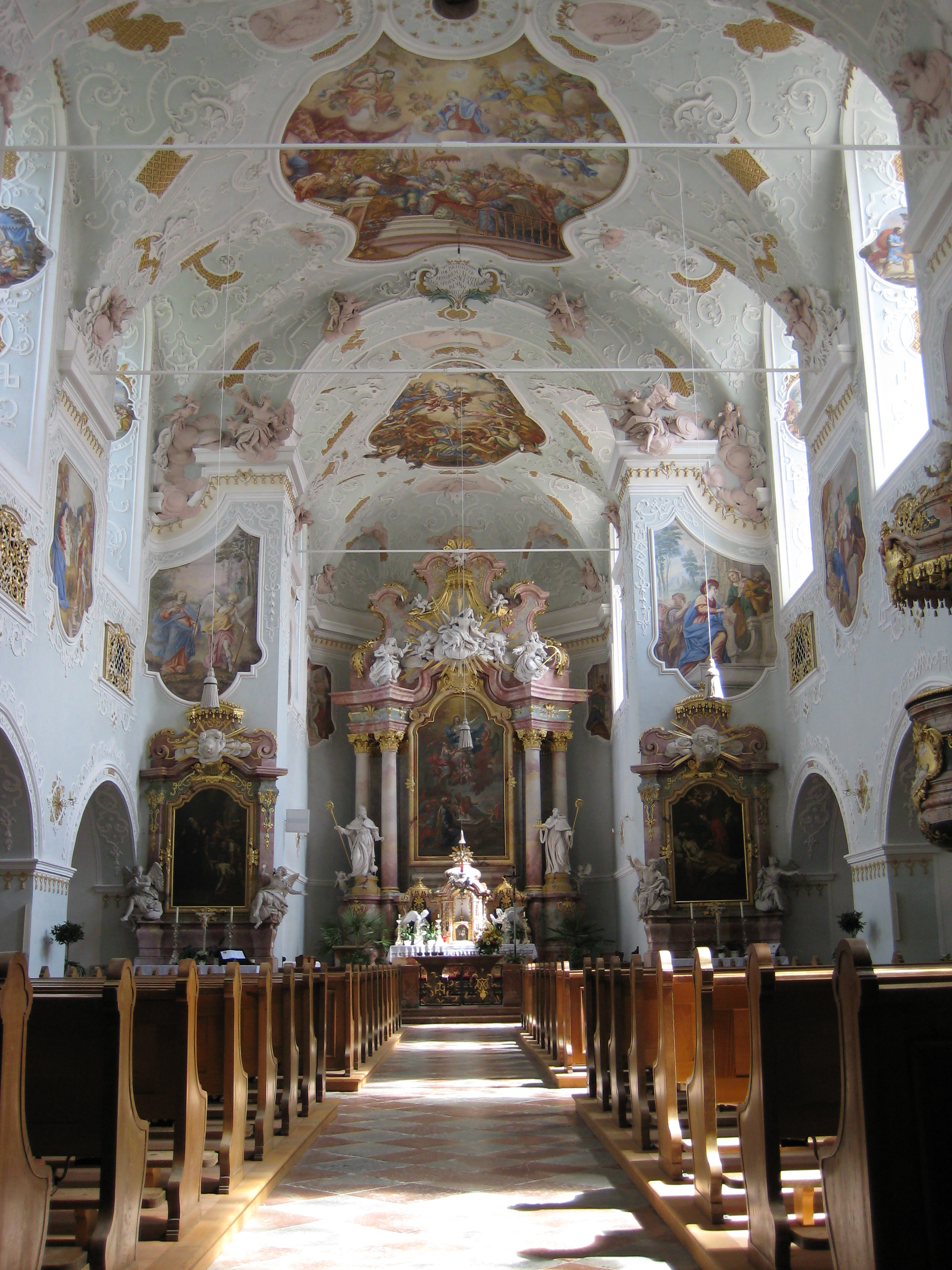
Stuckarbeiten von Holzinger in der Kirche von Kloster Vornbach

Franz Josef Holzinger, auch Franz Ignaz Holzinger (* 1691 in Vöcklabruck, Oberösterreich; † 14. August 1775 in St. Florian, Oberösterreich; gebürtig Franz Joseph Ignatius Holzinger) war ein in Bayern und Österreich viel beschäftigter Stuckateur und Bildhauer des Barock. 

## Leben
Franz Josef Holzinger war der Sohn des Stuckkators Johann Georg Holzinger, mit dem zusammen er 1718 erstmals erwähnt wird. Zunächst lebte er in Schörfling, 1720 in Linz und ab 1724 in Sankt Florian. Dort besaß er ein Haus und führte zahlreiche Arbeiten für das Stift aus. 1728 wurde ihm in Sankt Florian ein Kind getauft. Zu seinen Schülern gehörte (vermutlich) Johann Baptist Modler. Holzingers bezeichnendstes Stilelement ist nach Rudolf Guby das langgezogene, variantenreich angewandte Bandelwerk, das er weiß auf farbigem Grund oder farbig auf weißem Grund einsetzte und die sparsame Verwendung von Muschelwerk.

## Werke
in Österreich
- Wallfahrtskirche Stadl-Paura: Ausstattung (1718 bis 1724)
- Stift Wilhering: Stuckierung der Klosterkirche von Holzinger begonnen (1739 bis 1741); nach der Unterbrechung der Arbeiten durch den Österreichischen Erbfolgekrieg von Johann Michael Feuchtmayer dem Jüngeren und Johann Georg Üblhör vollendet
- Pfarrkirche Aurolzmünster: Hochaltar und Stuckaturen in der Pfarrkirche (um 1730)
- Stift Altenburg: Stuck der Klosterkirche (1730/33)
- Stift Sankt Florian: Stuckaturen im Kloster (1719 Empfangszimmer des Abtes, Schneckensalet, Archiv; 1724 bis 1727 Marmorsaal und Sala terrena; bis 1750 Landeshauptmann- und Paradezimmer, kaiserliche Schlafgemächer, Sommer-Refektorium, Prälaten-Tafelzimmer, Prälaten-Sakristei, Bildergalerie und Ausstattung von Schloss Hohenbrunn)

in Bayern

Blick in die Barockbibliothek Metten

- Kloster Metten: Stuckaturen und Seitenaltäre in der Klosterkirche (von den ursprünglich sechs Seitenaltären, die Holzinger aus Stuckmarmor gefertigt hatte, sind nur vier erhalten; die beiden mittleren wurden im 19. Jahrhundert beseitigt); Stuckatur und Figuren der Klosterbibliothek Metten (1722 bis 1724)
- Abteikirche Niederaltaich: Stuckaturen in der Klosterkirche zusammen mit den Brüdern d’Allio (um 1725)
- Kloster Rinchnach: Stuckaturen in der ehemaligen Klosterkirche (1727)
- Kloster Vornbach: Stuckaturen und Altäre der ehemaligen Klosterkirche (1728 bis 1733)
- Schloss Kleeberg: Seitenfiguren am Altar der Kapelle

in Slowenien
- Velika Nedelja (deutsch: Großsonntag): Hauptaltar in der Pfarrkirche Zur Heiligen Dreifaltigkeit (um 1770)